# (14526) Xenocrates
(14526) Xenocrates ist ein im Hauptgürtel gelegener Asteroid, der am 6. Mai 1997 vom italo-amerikanischen Astronomen Paul G. Comba am Prescott-Observatorium (Sternwarten-Code 809)  in Arizona entdeckt wurde.
Der Asteroid wurde am 26. Juli 2000 nach dem griechischen Philosophen der Antike Xenokrates (396–314 v. Chr.) benannt, der als Schüler Platons der Platonischen Akademie angehörte und diese ab 339/338 leitete.